# Dierbach
Dierbach ist eine Ortsgemeinde im Landkreis Südliche Weinstraße in Rheinland-Pfalz. Sie gehört der Verbandsgemeinde Bad Bergzabern an.

## Geographie
Die Gemeinde liegt 6 km östlich von Bad Bergzabern an der Deutschen Weinstraße zwischen dem Biosphärenreservat Pfälzerwald und dem Rhein.

## Geschichte
Dierbach wird schon 992 in einer Schenkungsurkunde Kaiser Ottos III. für das elsässische Kloster Seltz erstmals erwähnt (Regesta Imperii II,3,1054). Der Ort erscheint möglicherweise dann 1084 in einer Urkunde von Papst Clemens III., die aber nicht in den „Regesta Imperii“ und auch nicht in „Regnum Francorum online“ enthalten ist.

## Religion
Ende des Jahres 2013 waren 58,8 Prozent der Einwohner evangelisch und 19 Prozent katholisch. Die übrigen gehörten einer anderen Religion an oder waren konfessionslos.

## Politik

### Gemeinderat
Der Gemeinderat in Dierbach besteht aus zwölf Ratsmitgliedern, die bei der Kommunalwahl am 9. Juni 2024 in einer Mehrheitswahl gewählt wurden, und dem ehrenamtlichen Ortsbürgermeister als Vorsitzendem.

### Bürgermeister
Manfred Huckle wurde 2014 Ortsbürgermeister von Dierbach. Da bei der Direktwahl am 26. Mai 2019 kein Bewerber angetreten war, erfolgte die anstehende Wahl des Bürgermeisters gemäß Gemeindeordnung durch den Rat. Dieser bestätigte Huckle einstimmig für weitere fünf Jahre in seinem Amt. Bei der Direktwahl am 9. Juni 2024 wurde er als einziger Bewerber mit einem Stimmenanteil von 88,3 % wiedergewählt.
Seine Vorgänger waren Heinz Stadler (Amtszeit 1999–2014) und Gerhard Rinck (1984–1999).

### Wappen
| Wappen von Dierbach | Blasonierung: „Von Gold und Rot gespalten, in der unteren Schildhälfte belegt mit einem blauen Wellenbalken, rechts ein schreitender blaubewehrter und -bezungter roter Löwe, links eine aus dem Wellenbalken wachsende, brennende goldene Kerze.“ |
| Wappen von Dierbach | Es wurde 1950 vom Mainzer Innenministerium genehmigt. |

## Sehenswürdigkeiten
Das Wahrzeichen des Ortes ist die evangelische Dorfkirche St. Anna von 1502. Die Kirche wurde zwischen 1502 und 1513 von Hensel Ryel von Barbelroth und seiner Hausfrau Margaretha zu Ehren der heiligen Anna erbaut. Das Bauwerk ist im Stil der Spätgotik der bayerischen Schule errichtet.
Im Jahre 1606, nachdem die Kirche im 16. Jahrhundert evangelisch wurde, wurden die Langhausfenster vergrößert.
Der Chor der schlichten Kirche ist mit einem Netzgewölbe versehen, dessen Rippen über unterschiedlich gestalteten Konsolen aufwachsen. Die Chorfenster aus der Spätgotik besitzen reiches Maßwerk mit unterschiedlichen Formen und Motiven.
Die Ausstattung der Kirche aus der Barockzeit ist vollständig erhalten.
Siehe auch: Liste der Kulturdenkmäler in Dierbach

## Verkehr
Dierbach ist über die Buslinie 547, die die Bahnhöfe Kandel und Bad Bergzabern miteinander verbindet, an das Nahverkehrsnetz angeschlossen.

## Wirtschaft
Im Ort wird Weinbau betrieben. Hier befindet sich die Einzellage Kirchhöh (243,1 ha) als Teil der Großlage Guttenberg im Weinanbaugebiet Pfalz.

## Persönlichkeiten

### Ehrenbürger
- Gerhard Rinck, von 1984 bis 1999 Bürgermeister von Dierbach[7]

### Söhne und Töchter der Gemeinde
- Heinrich Adam (1839–1905), Architekt